# パー&ナー
パー&ナー（パートナー）は、日本のお笑いコンビ。所属事務所はWAHAHA商会（WAHAHA本舗のお笑いセクション）。

## メンバー
- 星川 桂（ほしかわ かつら、1978年8月17日（46歳） - ） 愛知県出身。

2017年1月11日、子宮筋腫の手術のために入院。
- 光野 亜希子（みつの あきこ、1978年7月11日（46歳） - ）かに座B型、 埼玉県さいたま市大宮区出身。

## 概要
- 名古屋市内の中学校で、同級生であった。
- 1995年　同じ高校に進学する。
- 1996年　プロを目指し、お笑いコンビ「パーとナー」を結成。
- 1997年　中京テレビ『めざせ総楽天』にレギュラー出演。同番組の構成作家であった喰始に出会い、WAHAHA本舗に入団。
- 二人ともパー&ナーの活動と並行して、7人組お笑いグループ「セクシー寄席」のメンバーとしても活動。
- 2014年　星川が浅草ワハハ本舗「娯楽座」座員として活動開始。
- 2019年1月 光野がワハハ本舗を退団する[2]。

## 出演

### テレビ
- 中京テレビ
  - めざせ総楽天
  - すっぴんDNA
  - あんグラ☆NOW!
- フジテレビ
  - BACK-UP!
  - 超V.I.P.
  - ザ・ノンフィクション - 2007年12月2日『年収100万円芸人物語』
- 銭形金太郎（テレビ朝日）
- 柴田理恵&ポカスカジャンが行く! ぐるっと富山 第3弾 お笑い生き残りツアー（北日本放送）
- 中西哲生のJust Japan（tvk）
- 矢部美穂のオンナの蜜談（MONDO21）
- イツザイ（テレビ東京） - 『インディーズ芸人オーディション』に、2009年2月7日にセクシー寄席として初出演、同年5月16日は星川のみ出演。

### 映画
- お墓がない!（1998年公開）

### オリジナルビデオ
- ウルトラセブン誕生30周年記念3部作 第3話「太陽の背信」（1998年、バップ） - 若者 ※星川のみ出演

## 書籍
- 貧乏セレブ入門（2012年4月21日、駒草出版） ※ 「星川かつら」名義[1]